# Amouage
Amouage ist eine internationale Parfüm-Marke aus dem Oman. Sie wurde 1983 im Oman gegründet und gehört zur omanischen SABCO-Gruppe. Das Unternehmen Oman Perfumery LLC vertreibt unter dieser Marke weltweit über 50 Parfüms.

## Geschichte

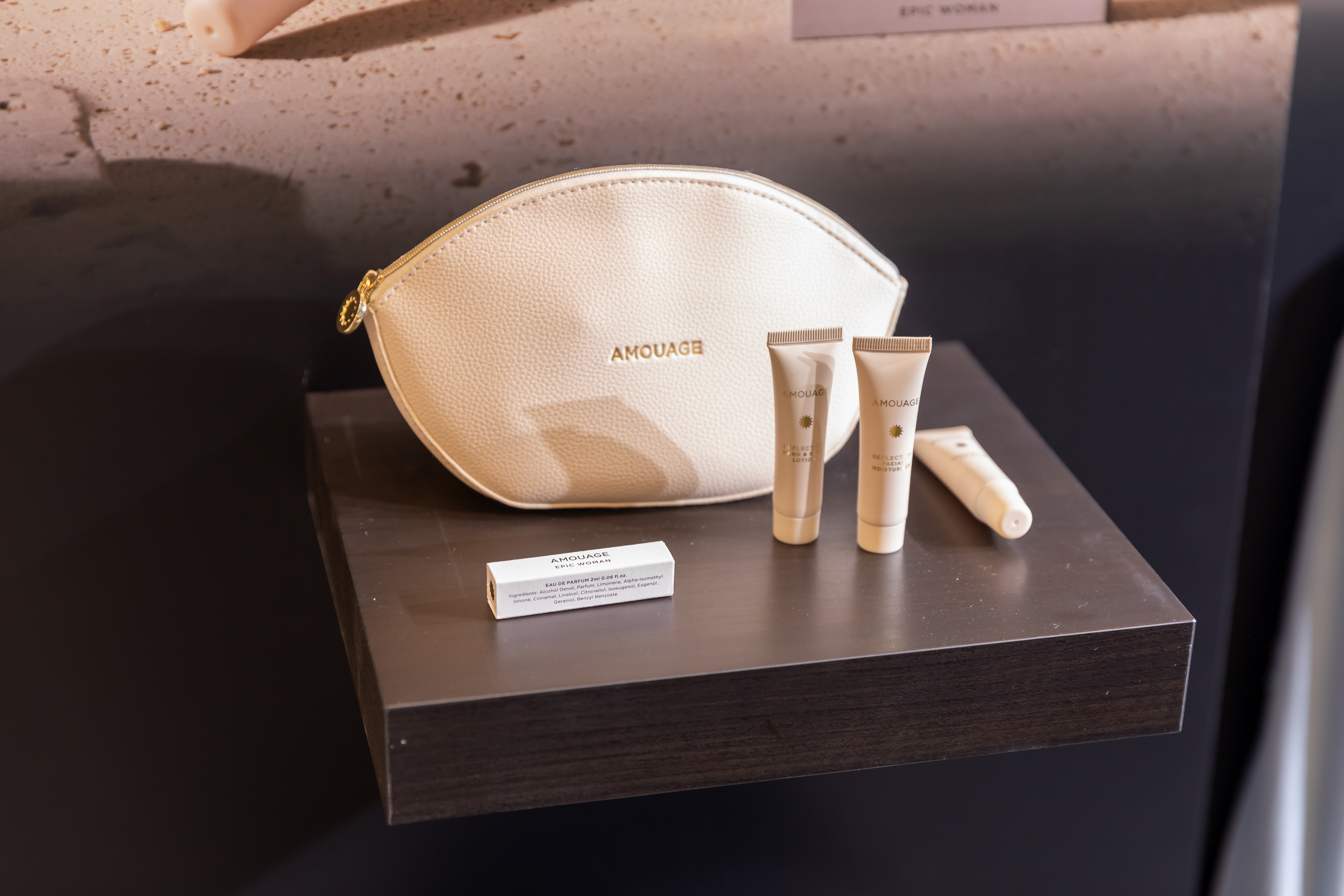
Amenity-Kit von Amouage

Aufgrund des Weihrauchs, der im Oman traditionell hergestellt wird, den Rosen von Al-Dschabal al-Achdar und des Ambra, das an den Küsten angespült wird, hat das Land eine lange Tradition im Handel mit edlen Duftstoffen. Amouage wurde 1983 auf Wunsch des Sultan Qaboos bin Said ins Leben gerufen.
Die Busaidi-Familie gründete das Parfümhaus in Maskat, der Hauptstadt des Oman. Der Parfumeur Guy Robert entwickelte das Luxus-Parfüm „Gold“.
Von 2006 bis 2019 war David Crickmore CEO. Sein Nachfolger ist Marco Parsiegla, der von Havas wechselte und seine Karriere bei Procter & Gamble begann.

## Geschäftsentwicklung und Standorte
Amouage betreibt seine Produktion in Maskat. Nach eigenen Angaben können hier bis zu 25.000 Abfüllungen pro Woche abgefertigt werden. Es betreibt ein Besucherzentrum für Touristen.
Amouage vertreibt seine Parfüms weltweit über einen eigenen Onlineshop, über exklusive Einzelhandespartner (z. B. Douglas, Breuninger) und betreibt eigene Monobrand-Stores in der ganzen Welt. 2022 wurde ein Geschäft in der Mall of Oman und ein Jahr später in der Dubai Mall eröffnet. 2024 startete Amouage mit der Expansion in die USA.
Im Geschäftsjahr 2023 konnte der Umsatz auf über 210 Mio. US$ gesteigert werden, was im konzerndominierten Parfümmarkt nur wenige Nischen-Anbieter schaffen.